# Baron Bonville

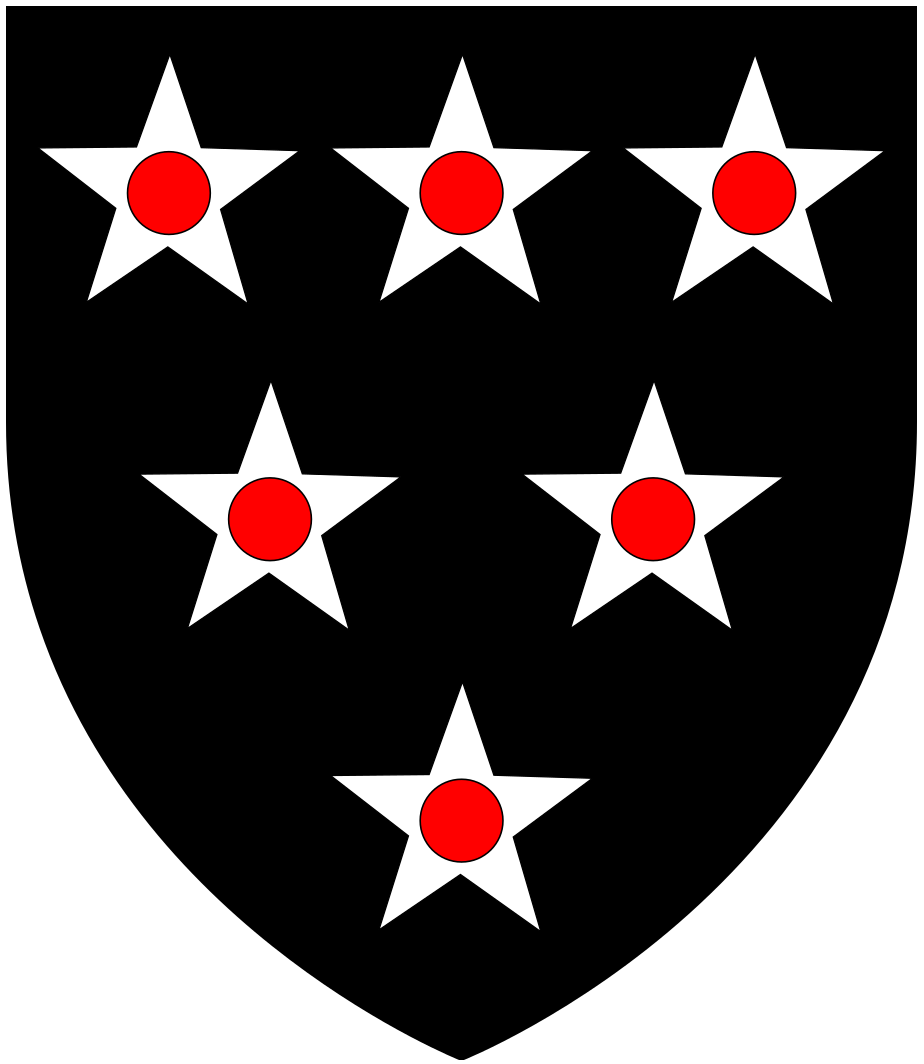
Ursprüngliches Familienwappen der Barone Bonville

Baron Bonville war ein erblicher britischer Adelstitel in der Peerage of England.

## Verleihung und Geschichte des Titels
Der Titel wurde am 10. März 1449 von König Heinrich VI. für Sir William Bonville geschaffen, indem dieser per Writ of Summons ins englische Parlament berufen wurde.
Der 1. Baron überlebte seinen Sohn William Bonville und seinen Enkel William Bonville, 6. Baron Harington, die beide während der Rosenkriege 1460 in der Schlacht von Wakefield fielen. Letzterer hatte 1458 von seinem Großvater mütterlicherseits den Titel Baron Harington geerbt und hinterließ eine einzige Tochter namens Cecily Bonville. Diese beerbte 1460 ihren Vater als 7. Baroness Harington und 1461 ihren Großvater als 2. Baroness Bonville und heiratete 1474 Thomas Grey, 1. Marquess of Dorset. Deren Sohn Thomas Grey erbte 1501 von seinem Vater als 2. Marquess of Dorset und 8. Baron Ferrers of Groby sowie 1529 auch die beiden Baronien seiner Mutter. Dessen Sohn, der 3. Marquess, wurde 1551 auch zum Duke of Suffolk. Nach dem Tod König Eduards VI. versuchte er erfolglos seine Tochter Lady Jane Grey gegen die katholische Thronanwärterin Maria I. durchzusetzen. Er wurde schließlich 1554 wegen Hochverrats geächtet und hingerichtet, womit alle seine Titel verwirkt waren.

## Liste der Barone Bonville (1449)
- William Bonville, 1. Baron Bonville (1392–1461)
- Cecily Grey, Marchioness of Dorset, 2. Baroness Bonville (1460–1529)
- Thomas Grey, 2. Marquess of Dorset, 3. Baron Bonville (1477–1530)
- Henry Grey, 1. Duke of Suffolk, 4. Baron Bonville († 1554) (Titel verwirkt 1554)